# Oteariki
Oteariki är en holme i Kiribati.   Den ligger i örådet Butaritari och ögruppen Gilbertöarna, i den norra delen av landet, 210 km norr om huvudstaden Tarawa. Oteariki ligger 6 meter över havet. Arean är 0,21 kvadratkilometer.
Terrängen på Oteariki är mycket platt. Den sträcker sig 1,0 kilometer i nord-sydlig riktning, och 1,0 kilometer i öst-västlig riktning.